# Johnjohn
Johnjohn è un disco musicale del musicista Gianni Ferretti, pubblicato dalla Lengimusic nel 2003.
Comprende dieci pezzi originali composti da Gianni Ferretti, di cui nove strumentali e uno cantato da Sabrina Cimino su testo di Paolo Audino, il quale è la versione cantata del pezzo che apre l'album.

## Tracce
1. Alba Rosa (I)
2. Cristalli Liquidi
3. Overland
4. Terranuova
5. Due Lune
6. Narciso
7. A Notte Fonda
8. Primalba
9. Alba Rosa (II) (testo di Paolo Audino)
10. Mukele Lani

## Musicisti
- Francesco Calogiuri, batteria
- Stefano Fournier, percussioni
- Gianni Sebastianelli, Matteo Esposito, Davide Bertoloni, basso
- Mario Zaccagnini, Carlo Gizzi, Fabio DiSilvestre, chitarre
- Alessandro Aragoni, fisarmonica
- Sabrina Cimino, voce
- Gianni Ferretti, pianoforte, tastiere, programming